# Громовая башня
Громовая башня (также известна как Круглая (1609 г.), Топинская (1706 г.) и Тупинская) — одна из самых красивых башен Смоленской крепостной стены, возведенного зодчим Федором Конём.

## Происхождение названия
- «Топинская» — перед башней была топь.
- «Тупинская» — крепостная стена в этом месте образует тупой угол.
- «Громовая» — в крышу башни иногда попадали молнии, кроме того, верхний ярус башни имеет отличную акустику.

## Описание
Многогранная четырёхъярусная башня. В настоящее время восстановлена в первоначальном виде. Сводчатые межэтажные перекрытия достроены позже.

## История башни
Башня неоднократно перестраивалась. В XIX веке здесь размещался губернский архив, бойницы были превращены в широкие окна.
В 1932 году тут открылся музей социалистического строительства.
В середине XX века башня использовалась под жилье в разоренном второй мировой войной Смоленске.
В 1977 году был открыт музей, посвящённый боевой истории Смоленска. Спустя десять лет он получил название «Смоленск — щит России». С 25 сентября 2017 года в башне располагался Музей военной истории Российского военно-исторического общества «Башня Громовая», затем переданный федеральному музею «Смоленская крепость».
В 2024 году, после трёхлетней реставрации башни, в ней была открыта экспозиция «Грозный XVII век».

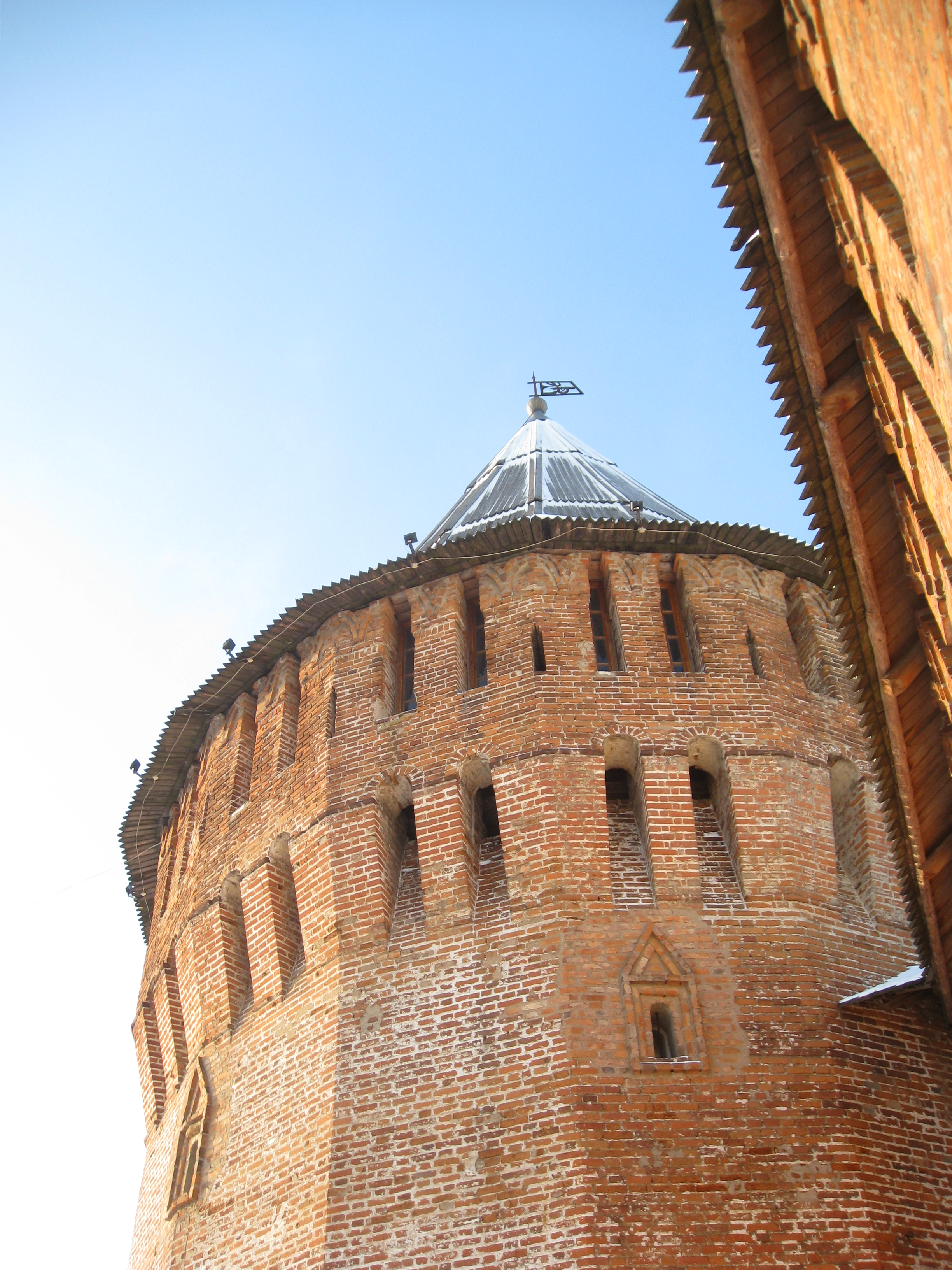
Мелкогранная Громовая (Тупинская) башня

## Музей военной истории «Башня Громовая»

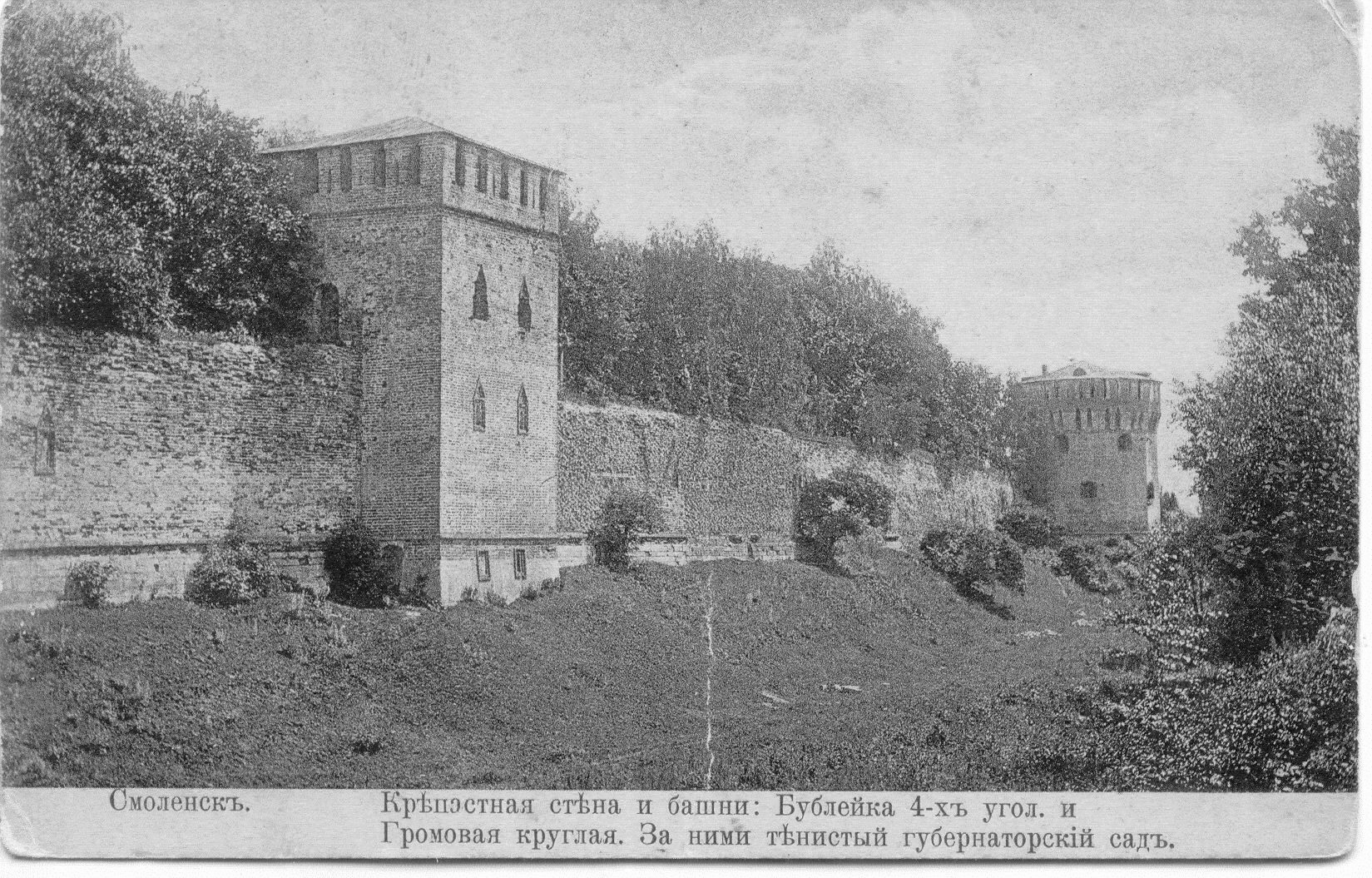
Башни Бублейка и Громовая. Фотография до 1917 года.

Обновленная экспозиция развернута на втором и третьем ярусах башни и посвящена строительству Смоленской крепостной стены, обороне Смоленска, Смоленской войне и окончательному вхождению города в состав Русского государства. В ней представлены предметы быта и оружие из фондов музеев и частных коллекций, а также вновь выявленные в центральных архивах документы, чертежи и планы крепостной стены и ее башен.
Экспозиция музея создает атмосферу погружения в историю с помощью звуковых эффектов и мультимедийных технологий — VR-очков и аудиогида.
В Громовой башне также можно увидеть детальный интерактивный макет Смоленской крепостной стены. Размер макета – почти 5 квадратных метров. Для самостоятельного ознакомления с экспозицией доступны мобильные аудиогиды, в которых повествование будет идти от лица строителей и защитников города. На первом ярусе башни предусмотрен сувенирный магазин с полным ассортиментом книгопечатных новинок РВИО и изданиями краеведческой тематики.
Посетители смогут увидеть уникальный интерьер башни, пройтись по ее узким крутым лестницам, полюбоваться деревянным шатром изнутри. На четвертом ярусе под куполом башни предусмотрено пространство для проведения массовых мероприятий. Посетители имеют возможность пройтись по пряслу, единственному месту стены, официально отведенному под туристические прогулки.
Громовая – одна из самых красивых башен «ожерелья земли русской», Смоленской крепостной стены, возведенной зодчим Федором Конем. Это первая из отреставрированных башен крепости, восстановленная в своем первоначальном виде.
Громовая башня Смоленской крепостной стены передана в пользование Российскому военно-историческому обществу в 2017 г. Обновление музейной экспозиции в ней — первый шаг Российского военно-исторического общества по сохранению и постепенному вводу в использование всех башен и участков прясел уникального объекта культурного наследия федерального значения – Смоленской крепостной стены.
Режим работы Музея: вторник–воскресенье с 11:00 до 19:00 (касса до 18:00). Понедельник — выходной.
Адрес музея: Смоленск, улица Октябрьской Революции, 3, корп. 1

## Галерея

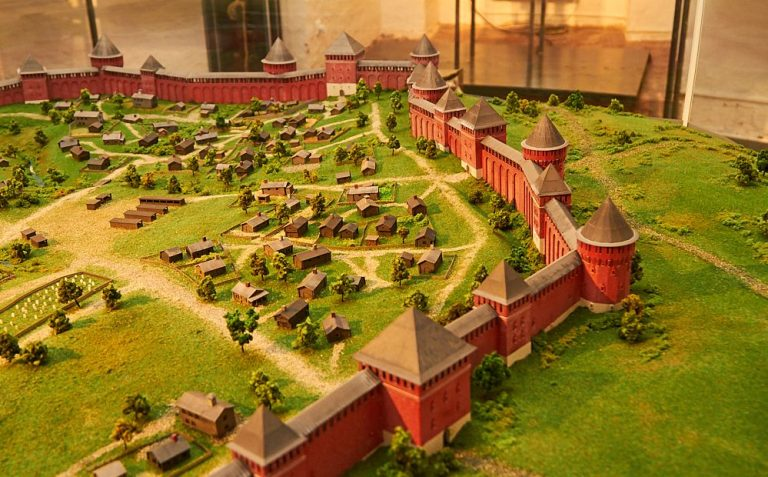
Интерактивный макет крепостной стены